# Raubtier (Band)
Raubtier (Eigenschreibweise: ЯaubtieR) ist eine schwedische Metal-Band, die 2008 in Haparanda gegründet wurde. Im Gegensatz zu vielen anderen Metal-Bands sind die Songtexte, abgesehen von Dragunov und dem Präludium von Överlevare, ausnahmslos auf Schwedisch. Raubtier veröffentlicht ausschließlich in Skandinavien.

## Geschichte
Raubtier wurde 2008 von den ehemaligen Viperine-Mitgliedern Pär Hulkoff und Mathias Lind gegründet. Hulkoff ist Sänger, Gitarrist, Keyboarder und Hauptkomponist der Band, Lind ist der Schlagzeuger. Aktueller Bassist ist Jonas Kjellgren. Alle Bandmitglieder sind laut eigener Aussage an der Entstehung der Songs beteiligt.
Hulkoff kam auf den Namen „Raubtier“, als er in Berlin seinen Bruder besuchte; sie sahen sich den Film Predator an und Hulkoff war der Meinung, dass die deutsche Übersetzung des Titels ein guter Bandname sei.
Nachdem die erste Single Kamphund von den Hörern des schwedischen Radiosenders Bandit Rock erfolgreich aufgenommen worden war, veröffentlichte die Band am 25. März 2009 ihr erstes Album Det finns bara krig („Es gibt nur Krieg“). Zu dem Album erschienen zwei Musikvideos zu Kamphund und Achtung panzer. Das Video zu Kamphund wurde in einem alten Schlachthof in Haparanda aufgenommen.
Später wurden aus dem Album zwei weitere Singles, Achtung Panzer und Legoknekt („Söldner“), ausgekoppelt.
Die nächste Single, Världsherravälde („Weltherrschaft“), erschien am 19. April 2010 und war schon Teil des zweiten Albums, Skriet Från Vildmarken („Der Schrei aus der Wildnis“ oder „Ruf der Wildnis“), das am 22. September 2010 in den Handel kam. Das Video zu Världsherravälde entstand unter der Regie des schwedischen Fotografen Bingo Rimér.
Seit 2012 verfolgt die Band gemeinsam mit dem Scar-Symmetry-Bassisten Kenneth Seil ihr Country-Nebenprojekt Bourbon Boys. Im Jahr 2017 begründete Hulkoff sein Soloprojekt, welches sich textlich stärker der Nordischen Mythologie widmet und musikalisch stärker orchestralen Klangteppichen als Raubtier bedient. 2018 erschien sein Debütalbum Kven über sein eigenes Label Faravid Recordings, unter welchem auch Raubtier seit 2019 firmiert. Am 3. Mai erschien die Vorabsingle Ovtjarka des sechsten Raubtier-Albums Överlevare (dt. „Überlebender“).

## Stil
Die Texte sind geprägt von Pär Hulkoffs Erfahrungen als Infanterist der schwedischen Armee und Jäger. Obwohl diese teilweise martialisch anmuten, distanziert sich die Band auf ihrer Website von Gewalt, ebenso von Rassismus. Oft werden Parallelen zu Rammstein gezogen.
Lex J. Oven schrieb am 20. März 2016 für metalunderground.at:

„RAUBTIER ist eine etwas speziellere Combo aus Schweden. Das Grundgerüst besteht aus kalten, sterilen, toten, Rammstein-Riffs, zu denen im Knurrgesang schwedische Lyrics mit rrrrollendem ‚R‘ dargeboten werden. Die Keyboards sorgen dabei für die Melodie.
Erstaunlicherweise kommen dabei aber unglaublich eingängige Nummern heraus, die man nach dem ersten Hören kaum mehr los wird und trotz mangelnder Schwedisch-Kenntnisse gleich mitgröhlen <sic!> möchte.“

## Beziehungen zu anderen Bands und Musikern
Zwischen Pär Hulkoff und dem Bassisten der Power-Metal-Band Sabaton, Pär Sundström, besteht eine gute Freundschaft. So spielte Raubtier im Dezember 2010 im Vorprogramm der „World War Tour“ der Gruppe, die durch mehrere skandinavische Länder führte. Am 8. Mai 2012 wurde das dritte Studioalbum Från Norrland Till Helvetets Port veröffentlicht. Weil die beiden Gitarristen von Sabaton die Band 2012 verlassen wollten, rief Sundström Hulkoff an, mit der Intention, ihn als Gitarristen für Sabaton zu gewinnen, doch Hulkoff lehnte aufgrund seiner Arbeit mit Raubtier ab. Wenig später rief Hulkoff zurück, um ihm Englund zu empfehlen und dessen Nummer zu geben. Nach einem Treffen mit Joakim Brodén und Sundström in Stockholm wurde Englund Teil der Band. 2014 wurde En hjältes väg von Sabaton als Bonustitel für das Album Heroes aufgenommen.
Der schwedische Multiinstrumentalist Snowy Shaw sang Opus Magni mit Hulkoff als Duett auf dem Raubtier-Album Pansargryning. Hulkoff und Kjellgren traten in Shaws Video Alcoholocaust auf.

## Diskografie
Studioalben

| Jahr | Titel Musiklabel                                  | Höchstplatzierung, Gesamtwochen, AuszeichnungChartsChartplatzierungen (Jahr, Titel, Musiklabel, Platzierungen, Wochen, Auszeichnungen, Anmerkungen) | Anmerkungen |
| Jahr | Titel Musiklabel                                  | SE | Anmerkungen |
| ---- | ------------------------------------------------- | --- | --- |
| 2009 | Det finns bara krig BD Music                      | SE17 (1 Wo.)SE | Erstveröffentlichung: 2009, Erscheinungsformate: CD, LP Re-Release 2012 durch Despotz Records, LP-Release 2019 durch Faravid Recordings. |
| 2010 | Skriet från vildmarken Rattlesnake Productions    | SE14 (3 Wo.)SE | Erstveröffentlichung: 2010, Erscheinungsformate: CD Re-Release 2012 durch Despotz Records.                                               |
| 2012 | Från Norrland till helvetets port Despotz Records | SE4 (6 Wo.)SE | Erstveröffentlichung: 2012, Erscheinungsformate: CD, LP                                                                                  |
| 2014 | Pansargryning Despotz Records                     | SE5 (8 Wo.)SE | Erstveröffentlichung: 2014, Erscheinungsformate: CD, LP                                                                                  |
| 2016 | Bärsärkagång Despotz Records                      | SE3 (4 Wo.)SE | Erstveröffentlichung: 2016, Erscheinungsformate: CD, LP                                                                                  |
| 2019 | Överlevare Faravid Recordings                     | SE10 (2 Wo.)SE | Erstveröffentlichung: 2019, Erscheinungsformate: CD, LP                                                                                  |

Kompilationen
- 2014: Bestia Borealis (Best-Of CD; Despotz Records)

Singles
- 2009: Kamphund
- 2009: Achtung panzer
- 2009: Legoknekt
- 2010: Världsherravälde
- 2010: Lebensgefahr
- 2010: K3
- 2012: Låt napalmen regna
- 2012: Sveriges Elit
- 2013: Qaqortoq
- 2013: Skjut, Gräv, Tig
- 2014: Panzarmarsch
- 2014: Innan löven faller
- 2014: K-3
- 2015: Den sista kulan
- 2015: Bothniablod
- 2016: Brännmärkt
- 2019: Ovtjarka
- 2019: Bunkern

## Musikvideos
| Offizielle Videoclips - 2009: Kamphund (Regie: Daniel Kask) - 2009: Achtung panzer (Regie/Produktion: Harry Huhtanen) - 2010: Världsherravälde (Regie: Bingo Rimér) - 2011: En hjältes väg (Regie: Peter Mattsson) - 2012: Sveriges elit (Regie/Produktion: Pär Hulkoff) | Offizielle Lyrikvideos - 2013: Qaqortoq (Produktion: Pär Hulkoff) - 2013: Skjut, Gräv, Tig (Produktion: Pär Hulkoff) - 2019: Ovtjarka (Produktion: Pär Hulkoff) |